# 山子門
山子門，原寫為山仔門，是臺灣嘉義縣竹崎鄉的一個傳統地域名稱，位於該鄉西部偏南。相較於今日行政區，其範圍大致為義和村西半部不含西北端、灣橋村西北端。

## 歷史
台灣日治初期，山子門地區為一街庄（舊制街庄），稱為「山仔門庄」，隸屬於打貓東下堡。該庄北與獅仔頭庄為鄰，東與番仔潭庄為鄰，南邊隔牛稠溪與灣橋庄、盧厝庄為界，西邊為林仔尾庄。
1901年（日治明治三十四年）11月11日，全台設置二十廳，該庄隸屬於嘉義廳。1904年（明治三十七年）2月15日，該庄編入「大崎腳區」，隸屬於嘉義廳。1909年（明治四十二年）10月25日，全台整併二十廳為十二廳，該庄仍隸屬於嘉義廳。1910年（明治四十三年）1月18日，各區管轄區域調整，該庄仍隸屬於嘉義廳的「大崎腳區」。
1920年（大正九年）10月1日，全台廢十二廳改設五州二廳，該庄改制並雅化為「山子門」大字，隸屬於臺南州嘉義郡竹崎庄（新制街庄）。
戰後竹崎庄改制為竹崎鄉，隸屬於臺南縣，大字亦改制為村。1950年（民國39年）10月，雲、嘉、南分治，竹崎鄉改隸屬於嘉義縣。

## 聚落
本地區發展較早的聚落為山仔門，在日治期初期的官方地圖上已有記載。

## 交通
國道3號又稱「福爾摩沙高速公路」，是貫穿台灣西部的兩條縱向高速公路之一，經過本地區西南部，並在南邊縣道159號交會處北側的迴轉道（北出南入）及北邊的縣道166號交會處（南出北入）設有聯合運作的竹崎交流道，兩端之間設有側車道（鄉道嘉147線）可以互相連接。由此可快速前往國道3號沿線各地。
縣道166號是東石至瑞里的道路，經過本地區北部。由該道路西行可前往民雄鄉、新港鄉、六腳鄉、東石鄉，並止於縣道168號轉角路口；東行可前往竹崎鄉竹崎市區、梅山鄉的瑞里，並止於縣道162甲線路口。
鄉道嘉110線是大崎腳至半天寮的道路。
鄉道嘉110-1線是義和至義仁的道路。
鄉道嘉147線是大崎至灣橋的道路，也是國道3號的兩側平面道路。

## 學校
- 義仁國小